# Susie M. Barstow
Susie M. Barstow (Nueva York, 9 de mayo de 1836-Nueva York, 12 de junio de 1923) fue una pintora estadounidense —asociada con la Escuela del Río Hudson—  conocida por sus luminosos paisajes.

## Biografía
Susie M. Barstow era hija del comerciante de té de la ciudad de Nueva York, Samuel Barstow (1805-1884) y de Mary Tyler Blossom (1813-1895), cuyo linaje se remonta a uno de los pasajeros originales del Mayflower. Estudió en el Rutgers Female Institute de Nueva York, se graduó en 1853 y recibió formación artística adicional en Europa. Durante varios años enseñó en el Instituto de Artes y Ciencias de Brooklyn.
Los paisajes maduros de Barstow irradian serenidad y están llenos de luz. Expuso en la Academia Nacional de Dibujo desde 1858, en la Asociación de Arte de Brooklyn y en la Pennsylvania Academy of the Fine Arts, entre otros lugares. A Bit of Catskill Woods de Barstow estuvo en la colección del mecenas de arte estadounidense Thomas B. Clarke entre 1872 y 1879. En ese momento, las mujeres artistas no tenían las mismas oportunidades de exhibir su trabajo que los artistas masculinos, por lo que su trabajo siguió siendo relativamente poco conocido hasta que los historiadores del arte comenzaron a revaluar a las mujeres artistas de la Escuela del Río Hudson.
Su trabajo se incluyó en la exposición de 2010 "Remember the Ladies: Women of the Hudson River School" en el lugar histórico nacional Thomas Cole en Catskill (Nueva York), y en la exposición de 2019 "The Color of the Moon: Lunar Painting in American Art"en el Museo del Río Hudson en Yonkers, Nueva York, donde Barstow fue una artista destacada, junto con obras de Thomas Cole, Albert Bierstadt y George Inness, entre otros.
Barstow, una de las primeras en hacerse miembro del Club de montaña Montes Apalaches, fue una ávida excursionista, que escaló cientos de montañas en Nueva York y Nueva Inglaterra, incluidos los principales picos de las Montañas de Catskills, Montañas Blancas y las Montañas Adirondack, así como en Europa los Alpes y la Selva Negra. A menudo realizaba expediciones a lo largo del río Hudson y en las montañas que combinaban caminatas con bocetos y pinturas. Viendo que el vestido de las mujeres de la época era engorroso y poco práctico, Barstow creó un traje de senderismo que incluía botas resistentes y faldas cortas combinadas con pantalones (una combinación defendida por el movimiento de vestimenta racional). Barstow nunca se casó.
Su sobrina Susie Barstow Skelding también se convirtió en artista e ilustradora, y las dos emprendieron expediciones juntas.